# Даница Радојичић
Даница Продановић (рођена Радојичић; Београд, 5. август 1989), је српска фармацеуткиња, научница и певачица. На музичкој сцени је позната и под својим мононимом Нина. Представљала је Србију на Песми Евровизије 2011. године са песмом Чаробан.

## Биографија
Нина је каријеру вокалног извођача, а касније и као кантаутора, започела у Дечјем културном центру и такмичењу Златна сирена. Три пута је освојила прво место и једном специјалну награду. На фестивалу ФЕДЕМУС је неколико пута освојила прве награде за интерпретацију и композицију.
Од 2003. године, Нина се такмичи на српским музичким фестивалима на којима, такође, осваја награде. Касније је је учествовала на фестивалима на разним фестивалима на Балкану, а затим и широм Европе.
Похађала је 13. београдску гимназију, у којој је била ђак генерације 2008. године. Од фебруара 2010. Нина је имала свој бенд Legal Sex Department са којим је свирала по неким београдским клубовима.
Дана 26. фебруара 2011. она је изабрана да представља Србију на Песми Евровизије 2011. са песмом „Чаробан“, коју је компоновала Кристина Ковач.
Од 2014. живи у Аустралији, где је завршила студије имунофармакологије.
Увршћена је у „Енциклопедију националне дијаспоре”, коју уређује Иван Калаузовић Иванус.
У раним 2020-им се вратила у Србију.

## Дискографија
- 2008 — "Докажи да ме волиш"
- 2011 — "Чаробан"
- 2016 — "Colors of my love"

## Научне публикације
- -{Prodanovic D, Keenan CR, Langenbach S, Li M, Chen Q, Lew MJ, et al. Cortisol limits selected actions of synthetic glucocorticoids in the airway epithelium. FASEB J [Internet]. 2017;fj.201700730R.
- Xia YC, Radwan A, Keenan CR, Langenbach SY, Li M, Radojicic D, et al. Glucocorticoid Insensitivity in Virally Infected Airway Epithelial Cells Is Dependent on Transforming Growth Factor-β Activity. PLoS Pathog. 2017;13(1).
- Keenan CR, Radojicic D, Li M, Radwan A, Stewart AG. Heterogeneity in mechanisms influencing glucocorticoid sensitivity: The need for a systems biology approach to treatment of glucocorticoid-resistant inflammation. Vol. 150, Pharmacology and Therapeutics. (2015). стр. 81–93.}-

## Фестивали
Бања Лука:
- Одлука, 2003.

Врњачка Бања:
- Желим да те удахнем (Вече забавне музике), 2006.

Евросонг:
- Чаробан, четрнаесто место, 2011.